# Bandeira de Aparecida do Taboado
A Bandeira Municipal de Aparecida do Taboado assim como o brasão de armas é um dos símbolos do Município de Aparecida do Taboado (Mato Grosso do Sul).

## Descrição
Retangular, com cinco palas de laranja e de branco, tendo brocante sobre as duas primeiras, um cantão de branco, com o perfil geográfico do Município de Aparecida do Taboado, de azul, acostado dos vocábulos latinos "DECUS" (em português:honestidade, decência, dignidade e deu origem, em português, à palavra "decoro" ) e "LABOR" (em português: trabalho), de azul dispostos em banda.
O vexilologo e heraldista Arcinoé Antonio Peixoto de Faria foi o criador da bandeira do município.